# American Vandal
American Vandal ist eine amerikanische Fernsehserie, deren erste Staffel weltweit am 15. September 2017 auf Netflix veröffentlicht wurde. Die Serie parodiert im Stile einer Mockumentary True-Crime-Dokumentarserien wie Making a Murderer und Serial. Die Idee zu American Vandal hatten Dan Perrault and Tony Yacenda, als Showrunner fungiert Dan Lagana.
Im Oktober 2017 gab Netflix die Bestellung einer achtteiligen zweiten Staffel bekannt, die am 14. September 2018 veröffentlicht wurde. Im Oktober 2018 wurde die Einstellung der Serie nach zwei Staffeln bekannt.

## Handlung
In der ersten Staffel stellen die Lehrer einer Highschool nach einer Sitzung fest, dass auf alle 27 Autos auf dem Schulparkplatz das Bild eines Penis gesprüht wurde, wodurch ein Schaden von mehreren Tausend Dollar entstand. Sofort wird der Klassenclown Dylan Maxwell, der bereits zuvor durch das Zeichnen von Penisbildern aufgefallen war und von einem Zeugen am Tatort gesehen worden ist, verdächtigt und schließlich von der Schule verwiesen.
Der Zehntklässler und Schulzeitungsreporter Peter Maldonado will gemeinsam mit seinem Freund Sam Ecklund die Wahrheit herausfinden und dreht einen Dokumentarfilm, in dem er untersucht, wer wirklich hinter dem Vandalismus steckt.
Die zweite Staffel folgt Peter und Sam, wie sie ein neues Verbrechen an einer katholischen Privatschule untersuchen, nachdem die Limonade ihrer Cafeteria mit dem Abführmittel Maltitol verseucht wurde.

## Besetzung und Synchronisation
Die deutschsprachige Fassung wurde, wie bei auf Deutsch übersetzten True-Crime-Serien üblich, mit Voiceover produziert statt wie herkömmlich synchronisiert. Dies führte zu einigen Mehrfachbesetzungen, welche bei Voiceover oft vorkommen.
| Darsteller        | Rolle                   | Synchronsprecher     |
| ----------------- | ----------------------- | -------------------- |
| Tyler Alvarez     | Peter Maldonado         | David Riedel         |
| Griffin Gluck     | Sam Ecklund             | Dirk Stollberg       |
| Jimmy Tatro       | Dylan Maxwell           | Bastian Sierich      |
| Camille Hyde      | Gabi Granger            | Anita Hopt           |
| Eduardo Franco    | Spencer Diaz            |                      |
| Lukas Gage        | Brandon Galloway        |                      |
| Jessica Juarez    | Brianna „Ganj“ Gagne    |                      |
| Lou Wilson        | Lucas Wiley             | Alexander Ziegenbein |
| Camille Ramsey    | Mackenzie Wagner        | Runa Aléon           |
| Calum Worthy      | Alex Trimboli           |                      |
| G. Hannelius      | Christa Carlyle         |                      |
| Cody Wai-Ho Lee   | Ming Zhang              |                      |
| Saxon Sharbino    | Sara Pearson            |                      |
| Gabriela Fresquez | Sophia Gutierrez        |                      |
| Ryan O’Flanagan   | Steven „Kraz“ Krazanski |                      |
| Karly Rothenberg  | Erin Shapiro            | Nina Herting         |
| Aylin Bayramoglu  | Madison Kaplan          |                      |

## Episodenliste

### Staffel 1
| Nr. (ges.) | Nr. (St.) | Deutscher Titel                               | Originaltitel                       | Erstveröffentlichung USA | Deutschsprachige Erstveröffentlichung (D/A/CH) | Regie        | Drehbuch                        |
| ---------- | --------- | --------------------------------------------- | ----------------------------------- | ------------------------ | ---------------------------------------------- | ------------ | ------------------------------- |
| 1          | 1         | Harte Fakten: Sachbeschädigung und Vulgarität | Hard Facts: Vandalism and Vulgarity | 15. Sep. 2017            | 15. Sep. 2017                                  | Tony Yacenda | Tony Yacenda & Dan Perrault     |
| 2          | 2         | Ein schwaches Alibi                           | A Limp Alibi                        | 15. Sep. 2017            | 15. Sep. 2017                                  | Tony Yacenda | Dan Lagana                      |
| 3          | 3         | Nägel                                         | Nailed                              | 15. Sep. 2017            | 15. Sep. 2017                                  | Tony Yacenda | Mike Rosolio                    |
| 4          | 4         | Wachsender Verdacht                           | Growing Suspicion                   | 15. Sep. 2017            | 15. Sep. 2017                                  | Tony Yacenda | Kevin McManus & Matthew McManus |
| 5          | 5         | Voreilige Theorien                            | Premature Theories                  | 15. Sep. 2017            | 15. Sep. 2017                                  | Tony Yacenda | Amy Pocha & Seth Cohen          |
| 6          | 6         | Maulkorb                                      | Gag Order                           | 15. Sep. 2017            | 15. Sep. 2017                                  | Tony Yacenda | Jess Meyer                      |
| 7          | 7         | Höhepunkt                                     | Climax                              | 15. Sep. 2017            | 15. Sep. 2017                                  | Tony Yacenda | Lauren Herstik                  |
| 8          | 8         | Nachwirkungen                                 | Clean Up                            | 15. Sep. 2017            | 15. Sep. 2017                                  | Tony Yacenda | Matthew McManus & Kevin McManus |

### Staffel 2
| Nr. (ges.) | Nr. (St.) | Deutscher Titel   | Originaltitel  | Erstveröffentlichung USA | Deutschsprachige Erstveröffentlichung (D/A/CH) | Regie        | Drehbuch                        |
| ---------- | --------- | ----------------- | -------------- | ------------------------ | ---------------------------------------------- | ------------ | ------------------------------- |
| 9          | 1         | Das braune Grauen | The Brownout   | 14. Sep. 2018            | 14. Sep. 2018                                  | Tony Yacenda | Tony Yacenda & Dan Perrault     |
| 10         | 2         | Explosiv          | #2             | 14. Sep. 2018            | 14. Sep. 2018                                  | Tony Yacenda | Dan Lagana                      |
| 11         | 3         | Schmutzige Spuren | Leaving a Mark | 14. Sep. 2018            | 14. Sep. 2018                                  | Tony Yacenda | Kevin McManus & Matthew McManus |
| 12         | 4         | Scheiß-Gespräche  | Shit Talk      | 14. Sep. 2018            | 14. Sep. 2018                                  | Tony Yacenda | Mark Stasenko                   |
| 13         | 5         | Saubergemacht     | Wiped Clean    | 14. Sep. 2018            | 14. Sep. 2018                                  | Tony Yacenda | Amy Pocha & Seth Cohen          |
| 14         | 6         | Verstopft         | All Backed Up  | 14. Sep. 2018            | 14. Sep. 2018                                  | Tony Yacenda | Jaboukie Young-White            |
| 15         | 7         | Shitstorm         | Shit Storm     | 14. Sep. 2018            | 14. Sep. 2018                                  | Tony Yacenda | Jess Meyer                      |
| 16         | 8         | Der Haufen        | The Dump       | 14. Sep. 2018            | 14. Sep. 2018                                  | Tony Yacenda | Matthew McManus & Kevin McManus |

## Rezeption

### Kritik
American Vandal erhielt häufig positive Kritiken, so auch auf Rotten Tomatoes mit 98 % von 49 Kritiken. In The Ringer lobte Mark Titus den subtilen Humor der Serie und die realistische Darstellung der Schule. Robert Lloyd von der Los Angeles Times beschrieb American Vandal als perfekt proportionierten Pastiche der Krimi-Dokumentarserien. Steve Greene von Indiewire lobte die Authentizität der Darstellung.
Es gab aber auch negative Stimmen, so entpuppt sich laut Felix Böhme von Serienjunkies.de die erste Folge als „extrem unlustig und wie ein zotiger Gag, der unnötig in die Länge gezogen wird“.

### Nominierungen und Auszeichnungen
| Tabellarische Übersicht der Auszeichnungen und Nominierungen | Tabellarische Übersicht der Auszeichnungen und Nominierungen | Tabellarische Übersicht der Auszeichnungen und Nominierungen | Tabellarische Übersicht der Auszeichnungen und Nominierungen     | Tabellarische Übersicht der Auszeichnungen und Nominierungen |
| Jahr                                                         | Auszeichnung                                                 | Für                                                          | Kategorie                                                        | Resultat                                                     |
| ------------------------------------------------------------ | ------------------------------------------------------------ | ------------------------------------------------------------ | ---------------------------------------------------------------- | ------------------------------------------------------------ |
| 2018                                                         | Critics’ Choice Television Award                             | American Vandal                                              | Bester Fernsehfilm oder beste Miniserie                          | Nominiert                                                    |
| 2018                                                         | Critics’ Choice Television Award                             | Jimmy Tatro                                                  | Bester Hauptdarsteller in einem Fernsehfilm oder einer Miniserie | Nominiert                                                    |
| 2018                                                         | Writers Guild of America Award                               | American Vandal                                              | Neue Serie                                                       | Nominiert                                                    |